# Вергуляса
Вергуляса (рум. Verguleasa) — село у повіті Олт в Румунії. Входить до складу комуни Вергуляса.
Село розташоване на відстані 141 км на захід від Бухареста, 24 км на північ від Слатіни, 54 км на північний схід від Крайови.

## Населення
За даними перепису населення 2002 року у селі проживали 582 особи, усі — румуни. Усі жителі села рідною мовою назвали румунську.